# Большой бизнес
«Большой бизнес» (англ. Big Business) — семейная комедия режиссёра Джима Абрахамса.

## Сюжет

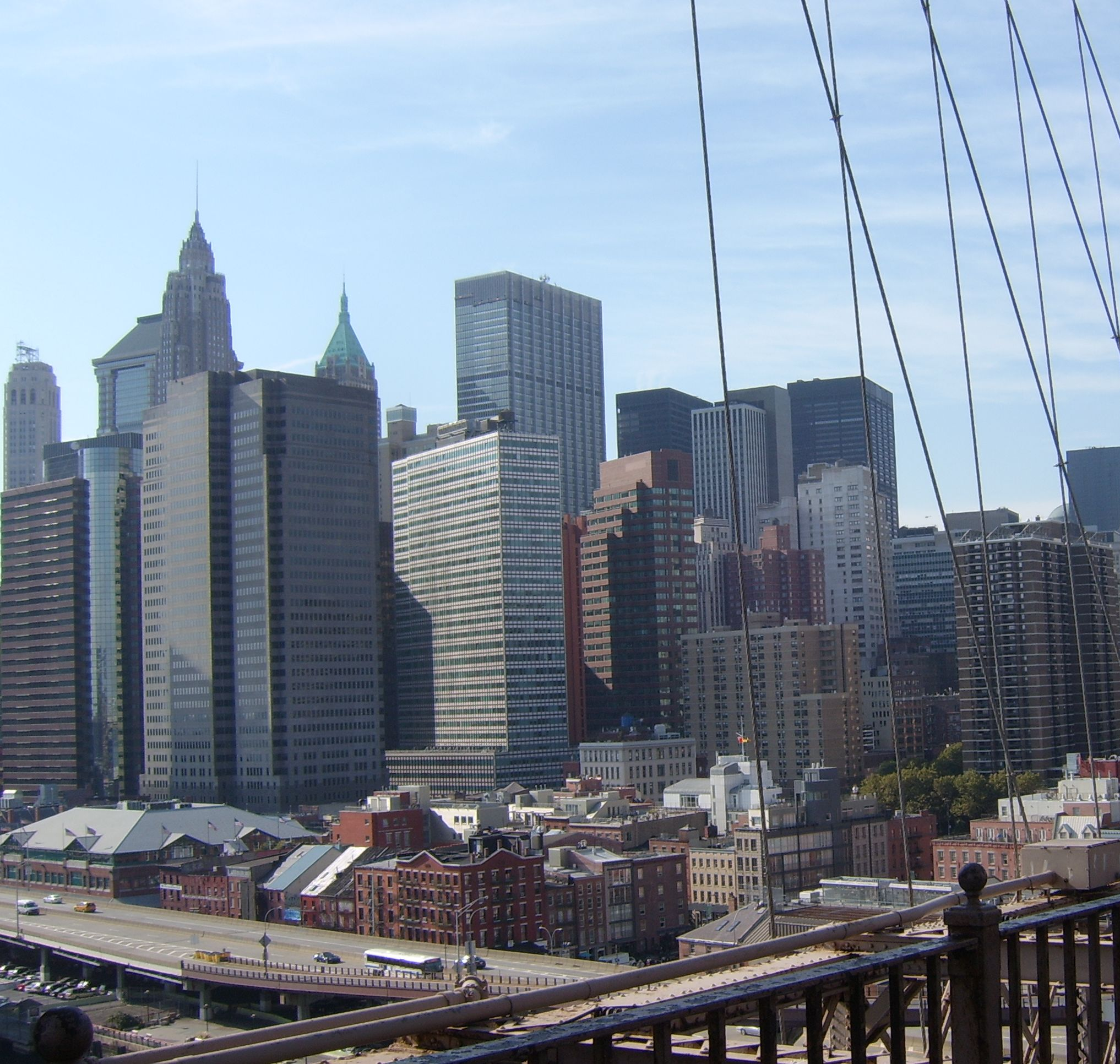
Место из фильма. Пейзаж Нижнего Манхэттэна

В 1950-х семья бизнесменов Шелтон едет отдыхать за город. У миссис Шелтон в это время начинаются роды. Она и её муж заезжают в первую попавшуюся больницу первого попавшегося села. Чтобы миссис Шелтон приняли в родильное отделение, мистер Шелтон выкупает местную мебельную фабрику. В то же время в этом же селе у деревенской жительницы миссис Ратлифф тоже начинаются роды. У обеих женщин рождаются две девочки-близняшки. Всё так бы и закончилось, если бы старая подслеповатая акушерка не перепутала кроватки младенцев. Деревенские родители решили назвать девочек точно такими же именами, как и их городские «коллеги». Не замечая подмены, они растят девочек.
Спустя много лет городские женщины Сэди и Роуз становятся обладательницами акций компании отца «Морамэкс». Они решают продать ту мебельную фабрику, того самого захолустья, которую купил некогда их отец, чтобы девочки появились на свет не в лесу, а в больнице. Тем временем деревенские «близняшки» Сэди и Роуз узнают об этих планах и решают поехать в Нью-Йорк, чтобы задать жару «Морамэкс». Вскоре женщины встречаются друг с другом в «отеле Плаза» и узнают всю правду. Три сестры против уничтожения мебельной фабрики, кроме городской Сэди. При помощи хитрости трём «сестрам» удаётся сохранить фабрику…

## В ролях
- Бетт Мидлер — Сэди Ратлифф / Сэди Шелтон
- Лили Томлин — Роуз Ратлифф /Роуз Шелтон
- Фред Уорд — Рон Диммик
- Эдвард Херрманн — Грэхэм Шербурн
- Микеле Плачидо — Фабио Альберичи
- Дэниэл Джерролл — Чук
- Барри Праймус — Майкл
- Майкл Гросс
- Джо Грифази
- Дебора Раш

## Производство

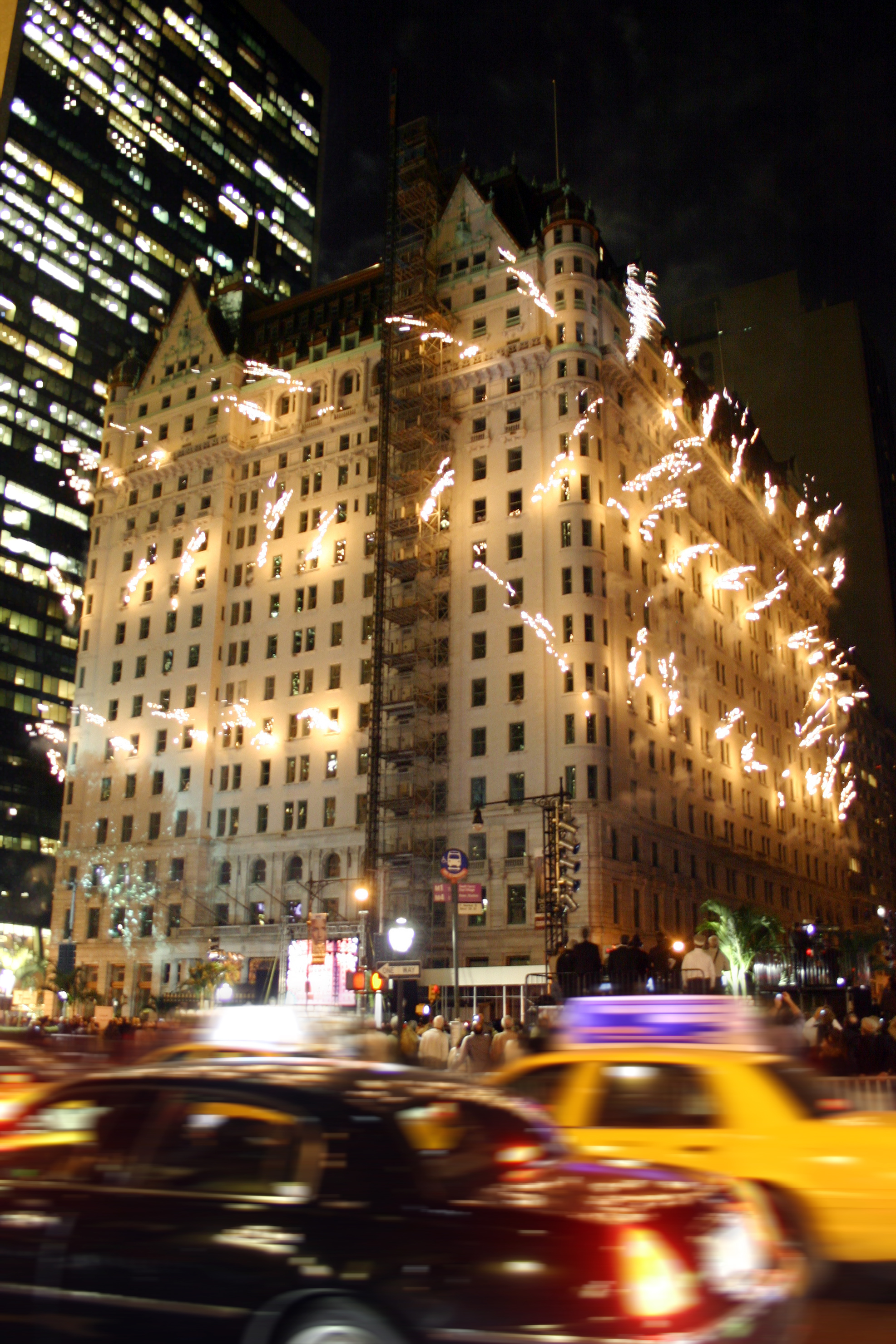
Место из фильма. «Plaza Hotel»

Сценарий был изначально написан для Голди Хоун и Барбары Стрейзанд, но по неизвестным причинам они отказались участвовать в съёмках. Съёмки должны были проходить в отеле «Плаза», но создателям фильма так и не удалось получить права на съёмки в здании отеля. Были построены павильоны, практически в точности копирующие холл, люкс-номера и прочие места отеля. Большинство сцен снимались в Нью-Йорке и городке Западной Виргинии.

## Интересные факты
- Роль Сэди изначально предназначалась Барбаре Стрейзанд, а роль Роуз — Голди Хоун.
- Этот фильм собрал в кинотеатрах более 40 млн долларов (40,15 млн.$).
- Успех фильму, по мнению экспертов, принесли качественная работа режиссёра Джима Абрахамса и великолепная игра звёзд Бетт Мидлер и Лили Томлин.

## Саундтрек
1. Steve Winwood — «Higher Love»
2. «Little Ole Lady»
3. Benny Goodman — «Sing, Sing, Sing»
4. Pennies from Heaven
5. George Benson — «On Broadway»
6. The Trinidad Serenaders Steel Band — «Music Box Dancer»
7. «Reilly Theme»
8. «I’m in the Mood for Love»